# Umm al-Dschimal

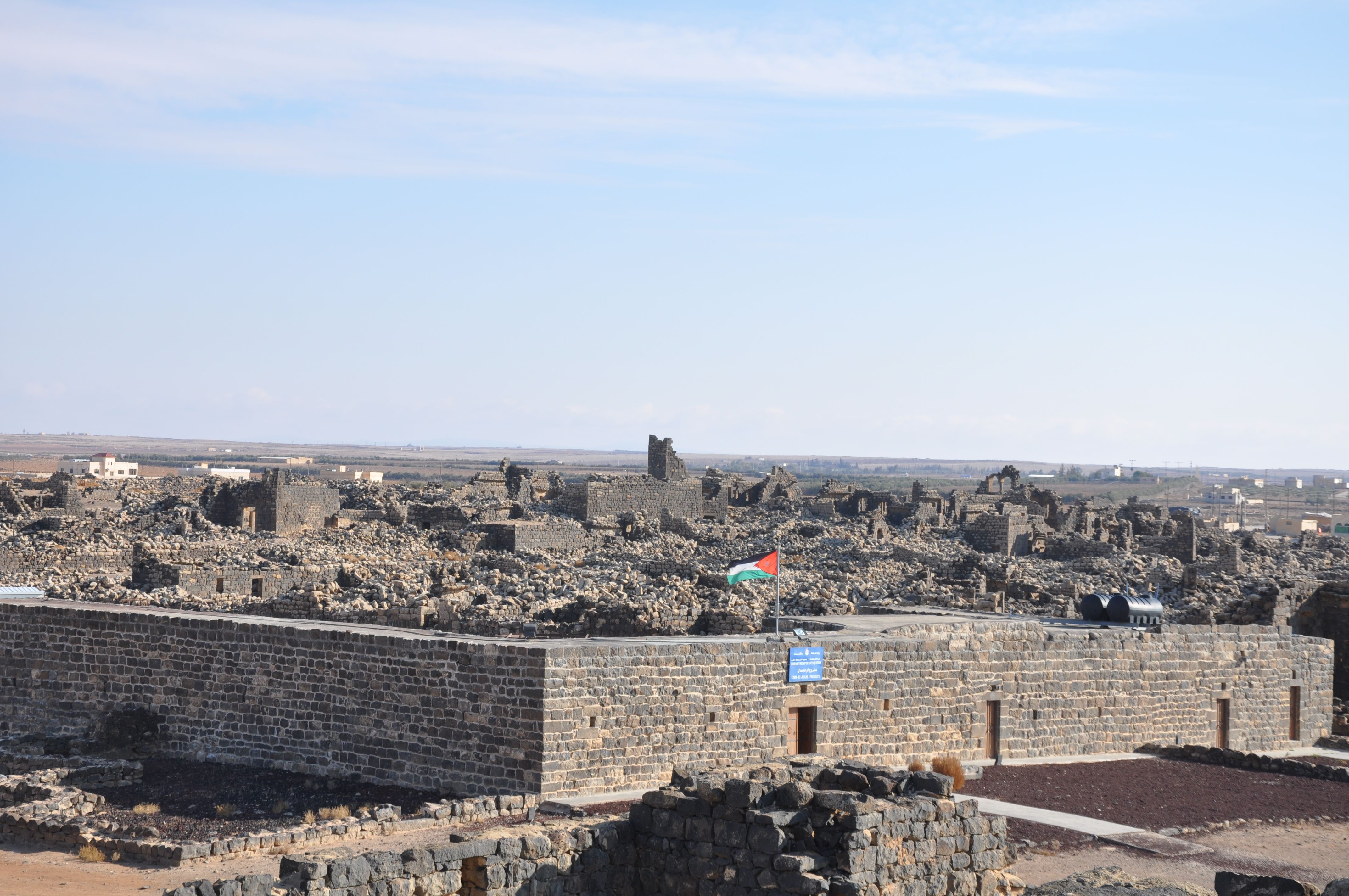
Blick auf die Ruinen der Siedlung

Umm al-Dschimal (arabisch أم الجمال, „Mutter der Kamele“; nach anderen Umschriften Umm el-Jimal, Umm ej Jemāl, Umm al-Jimal oder Umm idj-Djimal) ist eine Siedlung im nördlichen Jordanien. Sie ist vor allem für die außergewöhnlich gut erhaltenen Reste einer byzantinischen und frühislamischen Stadt bekannt, die sich seit 2018 auf der Tentativliste zur Aufnahme in das UNESCO-Welterbe befanden und 2024 in die Welterbeliste aufgenommen wurden. Die Ruinen von etwa 150 Gebäuden, meist aus byzantinischer Zeit, sind heute noch gut sichtbar. Südöstlich der byzantinischen Ruinen befinden sich auch Reste einer römischen Siedlung mit der lokalen Bezeichnung al-Herri.

## Lage

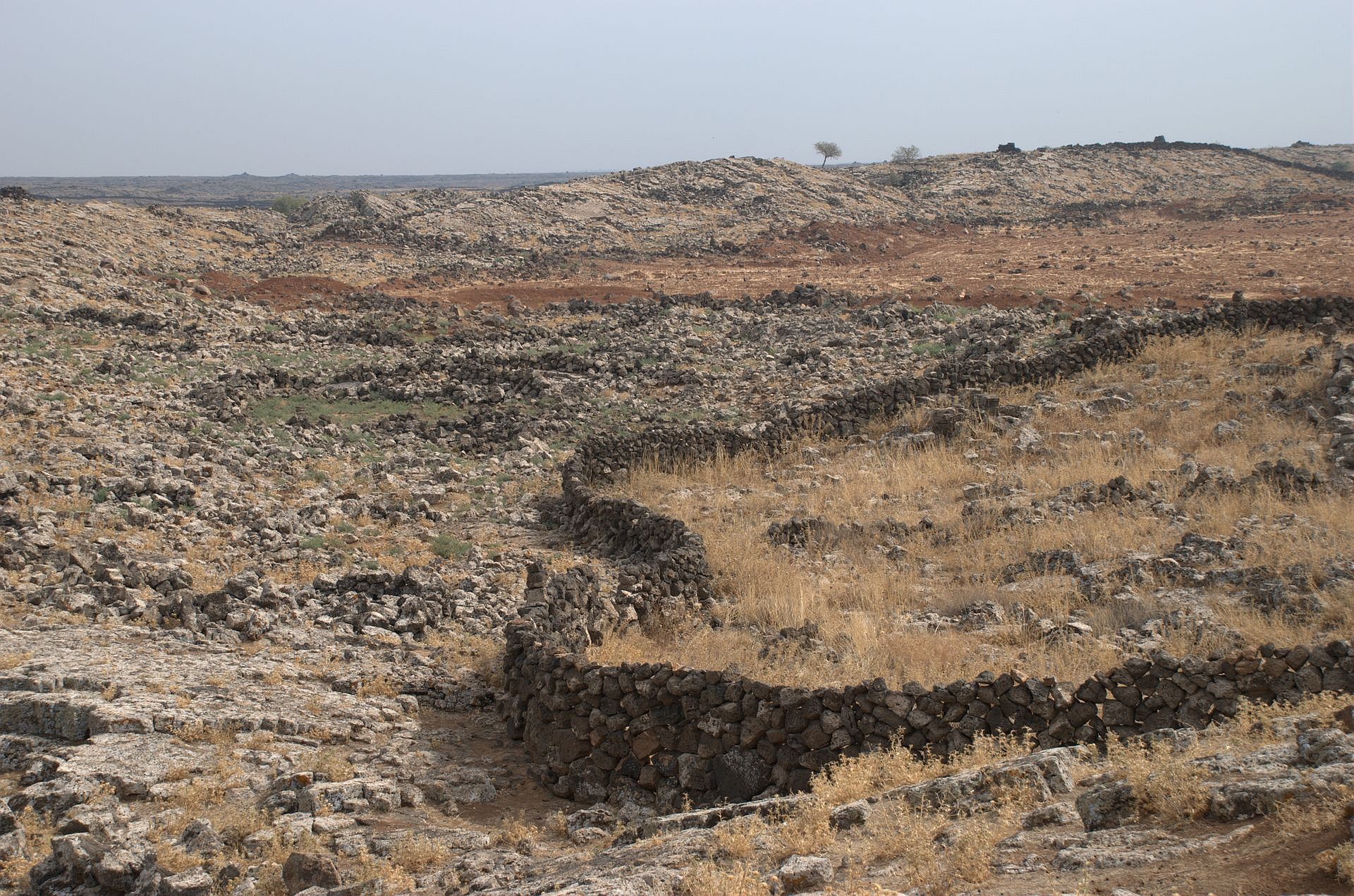
Landschaft in der zentralen Hauran-Ebene. Auf den Feldern gedeiht Winterweizen

Umm al-Dschimal befindet sich circa 17 Kilometer östlich der heutigen Stadt Mafraq, etwa 10 Kilometer südlich der Grenze zu Syrien auf 675 m Seehöhe. Das umliegende Gebiet ist der sogenannte Hauran, eine von vulkanischer Aktivität geformte Gegend. Charakteristisch für diese ist der schwarze Basalt, aus welchem auch Umm al-Dschimal errichtet wurde. Aufgrund des Mangels an Bauholz bestehen auch Decken, Treppen, Balkone etc. aus Basaltblöcken, die aus dem Mauerwerk vorkragen und oft nur durch das einseitig auflastende Gewicht in der Horizontalen gehalten werden (siehe Foto mit dem Doppelfenster). Das dichte Basaltgestein ist ein guter Isolator gegen die vorherrschenden hohen Außentemperaturen. Die Stadt bildet ein Rechteck von etwa 400 mal 800 Metern und liegt am Zusammenfluss zweier Wadis, welche zur Zeit der Schneeschmelze am Dschabal al Arab Wasser führen, das in der Antike in Reservoirs gespeichert wurde. Die Jahresniederschläge betragen nur rund 150 Millimeter, doch trotz ihrer Trockenheit ist die Gegend für Ackerbau und Viehwirtschaft nutzbar. Dies zog eine kontinuierliche Besiedelung seit prähistorischer Zeit nach sich. Während der römischen Antike lag die Stadt nahe der Via Nova Traiana, die von Philadelphia, dem heutigen Amman in das heutige Syrien führte.

## Forschungsgeschichte

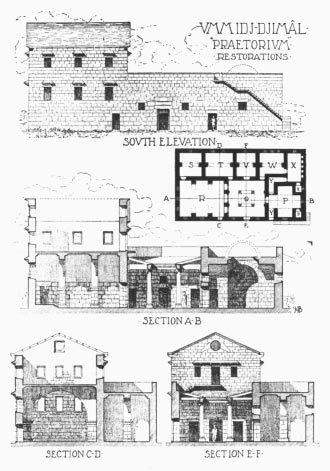
Alter Plan bzw. Rekonstruktion des Praetoriums

Umm el-Jimal wurde im Lauf des 19. Jahrhunderts wiederentdeckt, nachdem man in Europa begonnen hatte, sich verstärkt für den Orient zu interessieren. Eine erste kurze Beschreibung verfasste William John Bankes im Jahr 1818. In weiterer Folge besuchten zahlreiche europäische und amerikanische Gelehrte die Ruinen, lieferten jeweils aber nur recht kurze, unzusammenhängende Berichte. Die ersten systematischen Untersuchungen erfolgten 1905 und 1909 im Rahmen einer Expedition der Princeton University unter der Leitung von Howard Crosby Butler. In der Nachfolge dieser Forschungen wuchs das internationale Interesse an den Ruinen weiter. Den bedeutendsten Beitrag zur Erforschung von Umm el-Djimal lieferte der Archäologe Bert de Vries vom amerikanischen Calvin College, der von 1972 bis 1998 sowie von 2009 bis 2013 zusammen mit einer Mannschaft aus Archäologen und Studenten Ausgrabungen sowie Feldbegehungen durchführte. Seit der Jahrtausendwende liegt der Fokus der Forscher eher auf der Erhaltung und Zugänglichmachung der Bauten für die Öffentlichkeit.
Im Jahr 2014 wurden durch Raubgräber große Schäden angerichtet, nachdem Gerüchte über zu findendes Gold die Runde gemacht hatten. Kriminelle plünderten zahlreiche Gräber, wobei auch Keramik, Glasobjekte, Lampen, Reliefs etc. mitgenommen und vermutlich am internationalen Kunstmarkt veräußert wurden.

## Baugeschichte

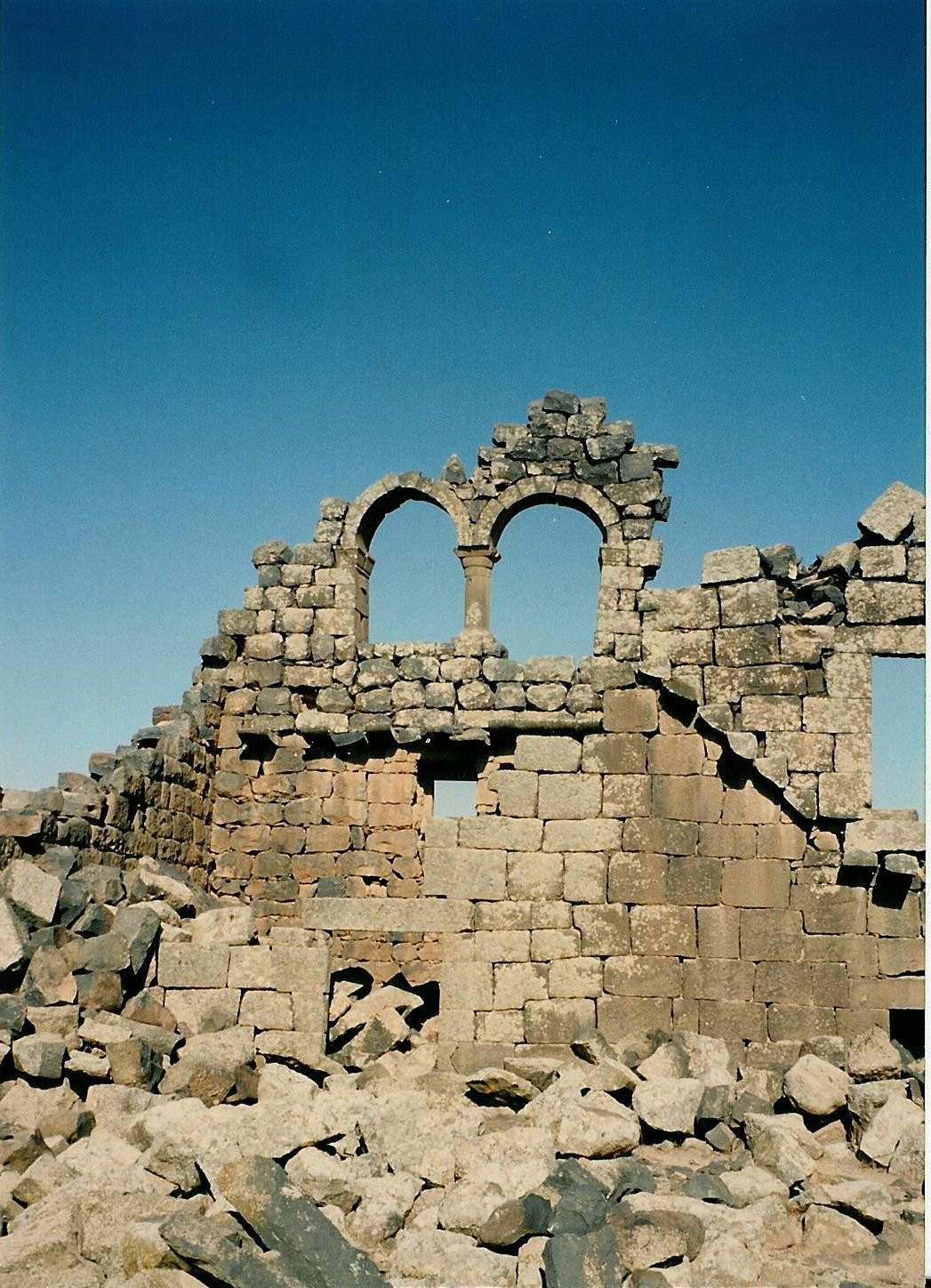
Das Doppelfenster von Haus XVIII mit Treppe und Galerie

Über die prähistorischen Entwicklungen rund um das spätere Umm al-Jimal ist wenig Konkretes bekannt. Es gibt Spuren kurzfristiger Siedlungen bzw. Lagerplätze (halb)nomadischer Stämme, in einigen Fällen konnte die Verarbeitung von Hornstein nachgewiesen werden. In den nahen Wadis finden sich Spuren großangelegter Tierfallen, in denen ganze Herden in die Enge getrieben werden konnten.

### Nabatäer und Römer

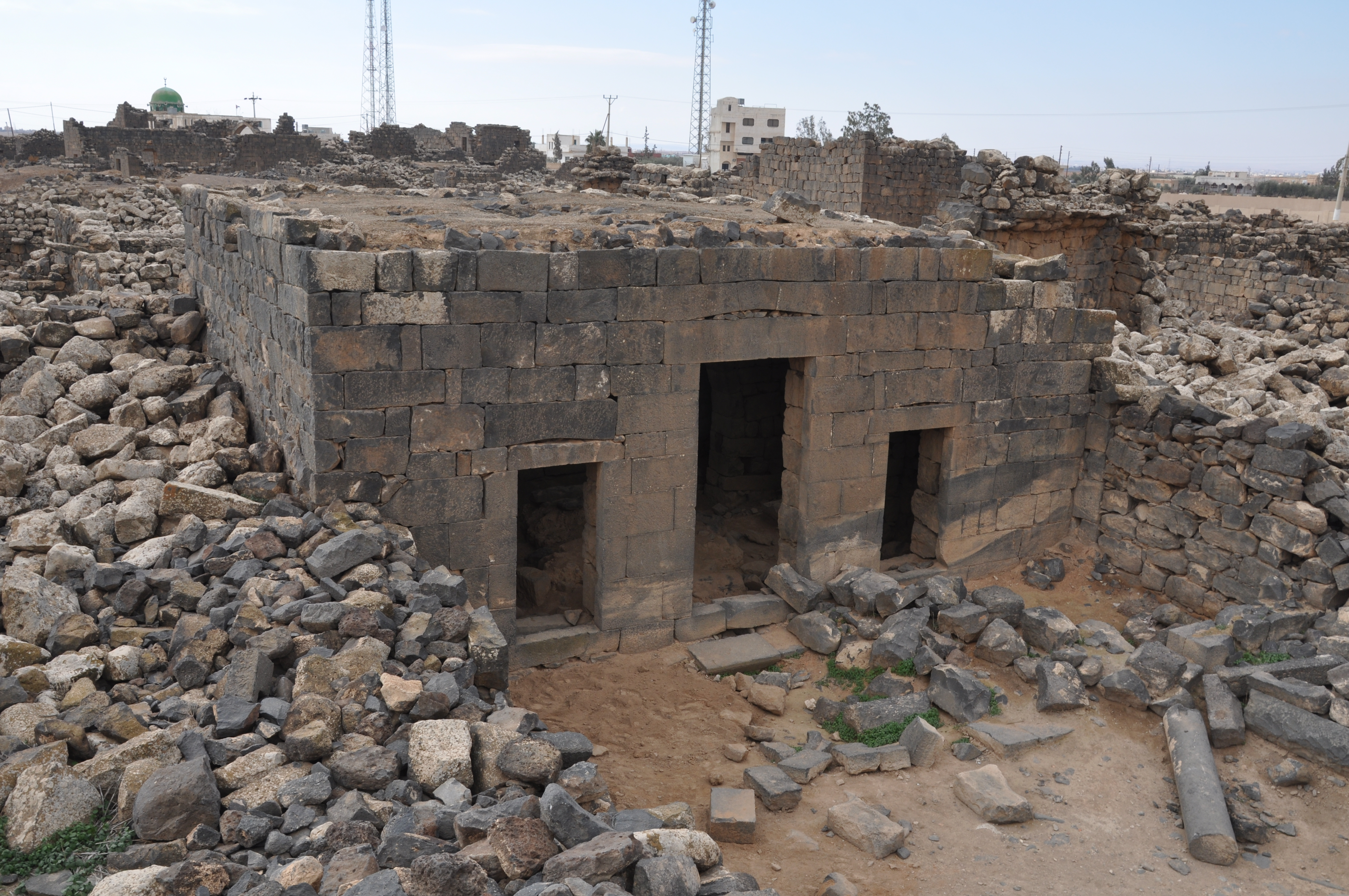
Ein römisches Gebäude, das als Tempel interpretiert wird

Im ersten Jahrhundert n. Chr. entstand Umm al-Jimal als für Landwirtschaft und Handel genutzter Vorort der nabatäischen Hauptstadt Bostra. Dies wird durch einige Inschriften in altgriechischer und nabatäischer Sprache, oft auf Grabsteinen, belegt. Anhand dieser ist nachgewiesen, dass zumindest zwei der Bewohner von Umm al-Jimal im Stadtrat von Bostra tätig war. Die Bevölkerung dieser Zeit wird auf 2000 bis 3000 Personen geschätzt. Im Westteil der Stadt fand man einen Altar für den nabatäischen Hauptgott Duschara, auch andere überlieferte Götter weisen regionalen Bezug auf: überliefert sind ein Zeus Epikoos und die nur in einer einzigen Inschrift bekannte Gottheit Solmos.
Mit der Übernahme des Nabatäerreiches durch Kaiser Trajan im Jahr 106 n. Chr. und der damit verbundenen Gründung der Provinz Arabia Petraea erfolgte ein Ausbau der Siedlung. Unter der römischen Verwaltung wurde eine Reihe öffentlicher Einrichtungen gebaut, darunter das sogenannte Prätorium (ein repräsentativer Bau, der vermutlich der Verwaltung diente) und ein großes Wasserreservoir. Ab dem Jahr 267 n. Chr. wurde die Gegend Teil des Palmyrenischen Reiches unter der Führung der Zenobia. Dieses hatte sich von dem in dieser Zeit krisengeplagten römischen Reich abgespalten. Nachdem Kaiser Aurelian im Jahr 272 n. Chr. die Kontrolle über das Gebiet zurückerlangt hatte, errichteten die Römer einen Militärstützpunkt in Umm al Jimal, das sogenannte tetrarchische Kastell. In den ersten beiden Jahrhunderten ihrer Herrschaft waren die Römer den lokalen Kulten gegenüber noch sehr liberal aufgetreten, nach der Niederschlagung des Palmyrenischen Reiches versuchte man jedoch verstärkt, diese zurückzudrängen. Als das römische Reich im Verlauf des vierten und fünten Jahrhunderts zunehmend in Bedrängnis geriet, schwand die Bedeutung von Umm el-Jimal als Militärstützpunkt wieder zugunsten einer agrarisch geprägten Siedlung.

### Byzantiner

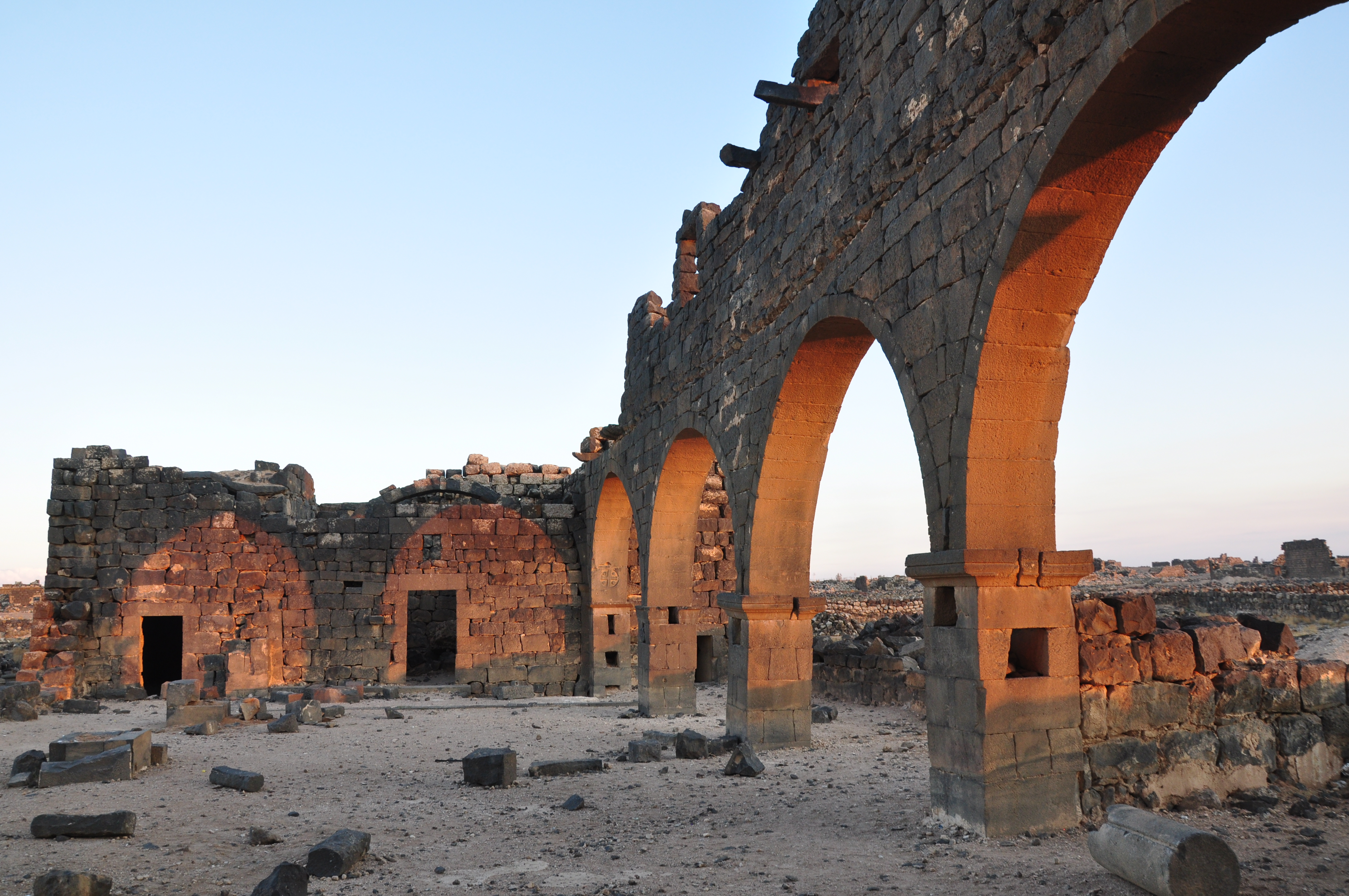
Ruine der sogenannten Westkirche

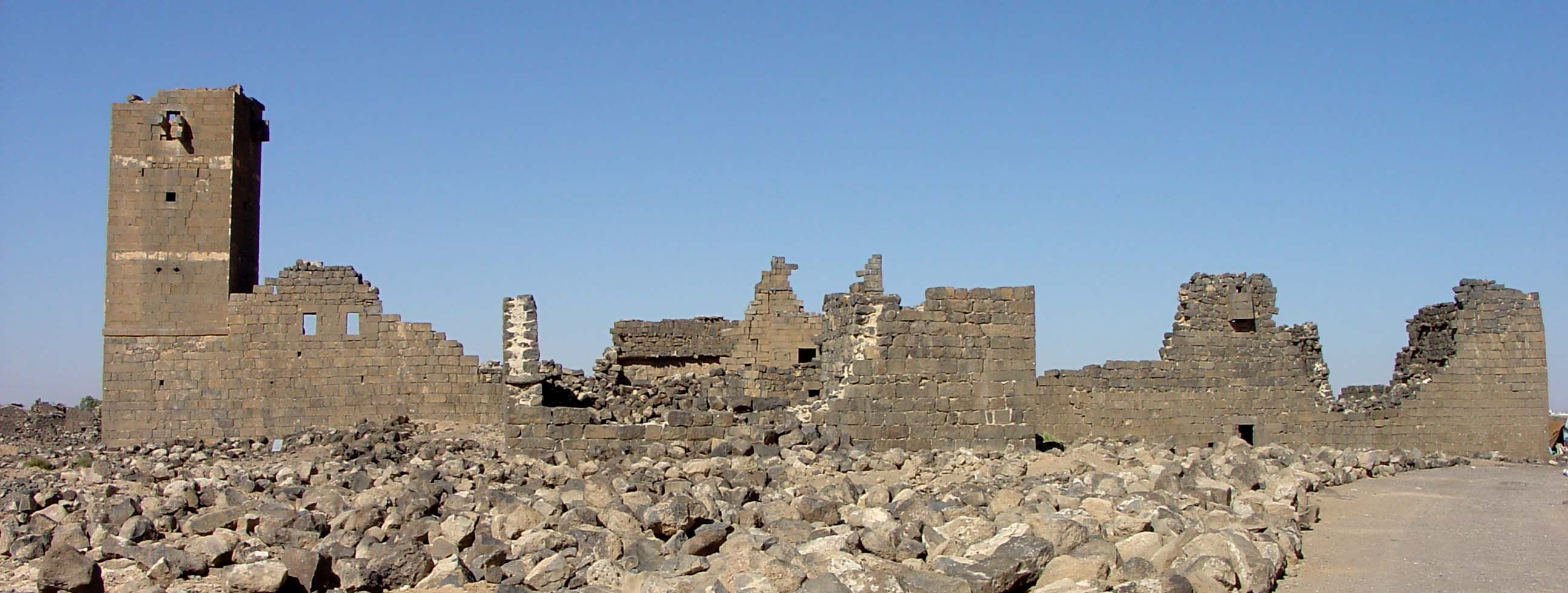
Ruine der sogenannten Barracks

Im fünften und sechsten Jahrhundert florierte die Stadt als ein Zentrum für Landwirtschaft und Handel. Die Bevölkerungszahl erreichte mit geschätzten 4000 bis 6000 Personen ihren Höchststand. Die römische Verwaltung wurde graduell durch die byzantinische ersetzt. Unter einem Dux namens Pelagius wurde wieder ein kleiner Militärstützpunkt (die heute so genannten Barracks) errichtet. Fast alle der etwa 150 heute noch sichtbaren Gebäude stammen aus dieser Blütezeit. Der Wohlstand der Stadt während dieser Zeit zeigt sich auch daran, dass im Lauf des sechsten Jahrhunderts zumindest 15 Kirchen errichtet wurden. Auf vielen Gebäuden der Stadt finden sich religiöse Symbole, der oben genannte Militärstützpunkt wurde in ein Kloster umfunktioniert – eine Kapelle und Türme wurden angebaut, auf letzteren sind die Namen der Erzengel eingraviert. Diese Phase des Wohlstandes erfuhr im siebenten Jahrhundert einen Bruch, als die Gegend im Zuge der islamischen Expansion an die Umayyaden fiel.

### Umayyaden
Die islamische Herrschaft über Umm al-Dschimal begann nach 640  als die Araber  dieses Gebiet in den Einflussbereich  des Kalifats der vier „rechtgeleiteten Kalifen“ bringen konnten. Viele der Gebäude in der Stadt erfuhren eine neue Nutzung, beispielsweise wurde das Praetorium zu einem Wohngebäude umgebaut. Bereits in byzantinischer Zeit waren Ställe in einigen der Gebäude untergebracht gewesen, die Zahl dieser hatte unter den Umayyaden noch zugenommen. Die bestehenden Gebäude wurden instand gehalten und sogar einige Neubauten errichtet, dennoch nahm die Bevölkerungszahl nach und nach ab. Wesentlicher Faktor für das Ende der Besiedelung war jedoch ein schweres Erdbeben, das im Jahr 749 weite Teile der Gegend verwüstete. Um das Jahr 900 war die Stadt schließlich unbewohnt, die heute bestehende Siedlung entwickelte sich erst im zwanzigsten Jahrhundert. Bis zu dieser Zeit um 900 scheint Umm el-Djimal von Muslimen und Christen gleichermaßen bewohnt gewesen zu sein, letztere waren durch das Gebot der Dhimma geschützt. Zumindest zwei der Wohnhäuser wurden zu Moscheen inklusive Minaretten umgewandelt, eventuell betraf dies auch einige der Kirchen. Bei diesen wurde die Apsis abgemauert und der architektonische Fokus nach Süden Richtung Mekka verlagert.